# Korweliszki (gmina Niemenczyn)
Korweliszki, Korweliszki Zawilejskie (lit. Karveliškės) – kolonia na Litwie, w okręgu wileńskim, w rejonie wileńskim, w gminie Niemenczyn, nad Wilią.

## Historia
W dwudziestoleciu międzywojennym folwark leżący w Polsce, w województwie wileńskim, w powiecie wileńsko-trockim, w gminie Rzesza. W 1931 miejscowość liczyła 13 mieszkańców, zamieszkałych w 2 budynkach.
Po II wojnie światowej w granicach Związku Sowieckiego. Od 1991 na niepodległej Litwie.